# Palau a 2004. évi nyári olimpiai játékokon
Palau a görögországi Athénban megrendezett 2004. évi nyári olimpiai játékok egyik részt vevő nemzete volt. Az országot az olimpián 3 sportágban 4 sportoló képviselte, akik érmet nem szereztek.

## Atlétika
Férfi
| Versenyző    | Versenyszám | Előfutam | Előfutam | Előfutam | Negyeddöntő | Negyeddöntő | Negyeddöntő | Elődöntő | Elődöntő | Elődöntő | Döntő   | Döntő    |
| Versenyző    | Versenyszám | Idő      | Hely.    | Össz.    | Idő         | Hely.       | Össz.       | Idő      | Hely.    | Össz.    | Idő     | Helyezés |
| ------------ | ----------- | -------- | -------- | -------- | ----------- | ----------- | ----------- | -------- | -------- | -------- | ------- | -------- |
| Russel Roman | 200 m       | 24,89    | 8.       | 53.      | kiesett     | kiesett     | kiesett     | kiesett  | kiesett  | kiesett  | kiesett | kiesett  |

Női
| Versenyző        | Versenyszám | Előfutam | Előfutam | Előfutam | Negyeddöntő | Negyeddöntő | Negyeddöntő | Elődöntő | Elődöntő | Elődöntő | Döntő   | Döntő    |
| Versenyző        | Versenyszám | Idő      | Hely.    | Össz.    | Idő         | Hely.       | Össz.       | Idő      | Hely.    | Össz.    | Idő     | Helyezés |
| ---------------- | ----------- | -------- | -------- | -------- | ----------- | ----------- | ----------- | -------- | -------- | -------- | ------- | -------- |
| Ngerak Florencio | 100 m       | 12,76    | 7.       | 53.*     | kiesett     | kiesett     | kiesett     | kiesett  | kiesett  | kiesett  | kiesett | kiesett  |

* - egy másik versenyzővel azonos eredményt ért el

## Birkózás

### Férfi
Kötöttfogású
| Versenyző         | Versenyszám | Csoportkör                                                                 | Csoportkör | Negyeddöntő       | Elődöntő          | Bronz- mérkőzés   | Döntő             | Helyezés |
| Versenyző         | Versenyszám | Ellenfél Eredmény                                                          | Hely.      | Ellenfél Eredmény | Ellenfél Eredmény | Ellenfél Eredmény | Ellenfél Eredmény | Helyezés |
| ----------------- | ----------- | -------------------------------------------------------------------------- | ---------- | ----------------- | ----------------- | ----------------- | ----------------- | -------- |
| John Tarkong, Jr. | 96 kg       | C csoport · Gennagyij Cshaidze (KGZ) · 0-10 · Kalojan Dincsev (BUL) · 0-11 | 3.         | kiesett           | kiesett           | kiesett           | kiesett           | 20.      |

## Úszás
Női
| Versenyző   | Versenyszám | Előfutam | Előfutam | Előfutam | Elődöntő | Elődöntő | Elődöntő | Döntő   | Döntő    |
| Versenyző   | Versenyszám | Idő      | Hely.    | Össz.    | Idő      | Hely.    | Össz.    | Idő     | Helyezés |
| ----------- | ----------- | -------- | -------- | -------- | -------- | -------- | -------- | ------- | -------- |
| Evelyn Otto | 50 m gyors  | 33,04    | 6.       | 70.      | kiesett  | kiesett  | kiesett  | kiesett | kiesett  |